# Patryk Dobek
Patryk Dobek (né le 13 février 1994 à Kościerzyna) est un athlète polonais, spécialiste du 400 mètres, du 400 mètres haies et du 800 mètres. Il décroche une médaille de bronze sur 800 m aux Jeux Olympiques de 2020 à Tokyo.

## Biographie
Il fait partie du relais 4 × 400 m lors des Jeux olympiques de Londres en tant que réserve.
À Rieti, lors des championnats d'Europe juniors 2013, il bat son record personnel sur 400 m en 46 s 15 pour remporter la médaille d'argent, derrière le Russe Pavel Ivashko.
Il se révèle lors de la saison 2015 en prenant la deuxième place du 400 m haies des championnats d'Europe par équipes en approchant la barrière des 49 secondes. Il remporte par la suite les championnats d'Europe espoirs en portant son record personnel à 48 s 84, puis se classe septième des championnats du monde de Pékin, en 49 s 14.
Troisième des universiades d'été de 2019, il s'impose lors des championnats d'Europe par équipes 2019.
À partir de 2020, Patryk Dobek décide de concourir sur la distance du 800 m . Lors des championnats d'Europe en salle 2021 à Toruń, il établit un nouveau record personnel en finale (1 min 46 s 81) pour remporter la médaille d'or, devant son compatriote Mateusz Borkowski et le Britannique Jamie Webb.
Le 20 juin 2021, il réalise 1 min 43 s 73 sur 800 m à Chorzów.

## Palmarès
| Date | Compétition                       | Lieu        | Résultat | Épreuve       | Temps         |
| ---- | --------------------------------- | ----------- | -------- | ------------- | ------------- |
| 2011 | Championnats du monde jeunesse    | Lille       | 3e       | 400 m         | 46 s 67       |
| 2011 | Championnats du monde jeunesse    | Lille       | 4e       | Relais medley | 1 min 52 s 42 |
| 2012 | Championnats du monde juniors     | Barcelone   | 2e       | 4 × 400 m     | 3 min 05 s 05 |
| 2013 | Championnats d'Europe juniors     | Rieti       | 2e       | 400 m         | 46 s 15       |
| 2013 | Championnats d'Europe juniors     | Rieti       | 2e       | 4 × 400 m     | 3 min 05 s 07 |
| 2015 | Championnats d'Europe par équipes | Tcheboksary | 2e       | 400 m haies   | 49 s 04       |
| 2015 | Championnats d'Europe espoirs     | Tallinn     | 1er      | 400 m haies   | 48 s 84       |
| 2015 | Championnats d'Europe espoirs     | Tallinn     | 2e       | 4 × 400 m     | 3 min 05 s 35 |
| 2015 | Championnats du monde             | Pékin       | 7e       | 400 m haies   | 49 s 14       |
| 2017 | Championnats d'Europe par équipes | Lille       | 3e       | 400 m haies   | 49 s 79       |
| 2017 | Universiade                       | Taipei      | 5e       | 400 m haies   | 49 s 51       |
| 2018 | Coupe du monde                    | Londres     | 2e       | 400 m haies   | 49 s 02       |
| 2018 | Championnats d'Europe             | Berlin      | 5e       | 400 m haies   | 48 s 59       |
| 2019 | Universiade                       | Naples      | 3e       | 400 m haies   | 48 s 99       |
| 2019 | Universiade                       | Naples      | 3e       | 4 x 400 m     | 3 min 03 s 35 |
| 2019 | Championnats d'Europe par équipes | Bydgoszcz   | 1er      | 400 m haies   | 48 s 87       |
| 2019 | Championnats d'Europe par équipes | Bydgoszcz   | 3e       | 4 x 400 m     | 3 min 2 s 56  |
| 2019 | Jeux mondiaux militaires          | Wuhan       | 2e       | 4 x 400 m     | 3 min 6 s 36  |
| 2019 | Jeux mondiaux militaires          | Wuhan       | 3e       | 400 m haies   | 49 s 69       |
| 2021 | Championnats d'Europe en salle    | Toruń       | 1er      | 800 m         | 1 min 46 s 81 |
| 2021 | Jeux olympiques                   | Tokyo       | 3e       | 800 m         | 1 min 45 s 39 |

## Records
| Épreuve          | Épreuve   | Temps         | Lieu      | Date            |
| ---------------- | --------- | ------------- | --------- | --------------- |
| 400 mètres       | Plein air | 46 s 12       | Białogard | 22 juin 2019    |
| 400 mètres       | En salle  | 46 s 77       | Sopot     | 22 février 2014 |
| 400 mètres haies | Plein air | 48 s 40       | Pékin     | 23 août 2015    |
| 800 mètres       | Plein air | 1 min 43 s 73 | Chorzów   | 20 juin 2021    |
| 800 mètres       | En salle  | 1 min 46 s 81 | Toruń     | 7 mars 2021     |